# Pallavolo ai VI Giochi asiatici
La pallavolo ai VI Giochi asiatici si è disputata durante la VI edizione dei Giochi asiatici, che si è svolta a Bangkok, in Thailandia, nel 1970.

## Podi
| Evento                         | Oro      | Argento       | Bronzo   |
| Pallavolo maschile (dettagli)  | Giappone | Corea del Sud | Taiwan   |
| Pallavolo femminile (dettagli) | Giappone | Corea del Sud | Cambogia |